# 沉積盆地

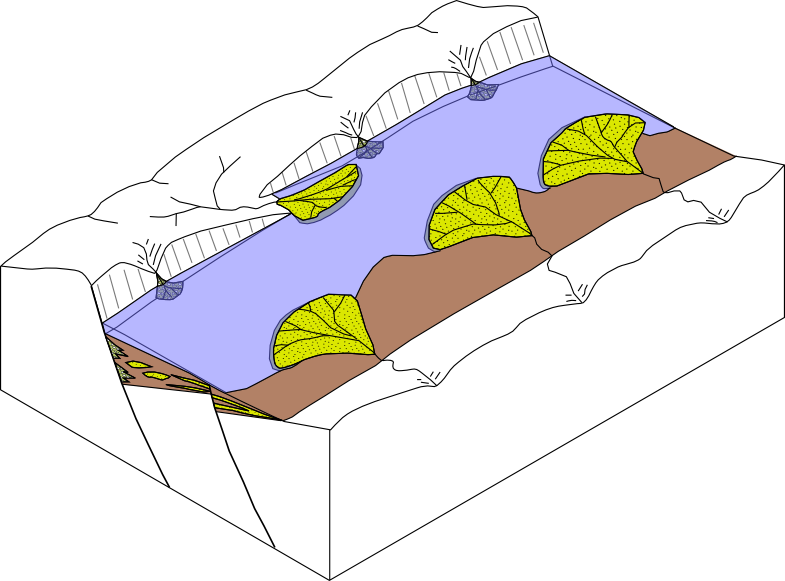
地塹中的沉積盆地

沉積盆地（英语：Sedimentary basin）是由於地層下陷而形成的、容納有各種沉積物的盆地。其沉積的原因有許多，可分爲生物、物理和化學三種。地球上的沉積盆地種類衆多，例如各大洋本身都可以看作是巨型的沉積盆地或沉積盆地群。其分類方法存在爭議，1950年代的分類以穩定區和活動帶爲主，1970年代至1980年代則主要靠板塊構造學説。後來的分類法基本是在這些分類的基礎上做擴充。